# Collina del Parlamento

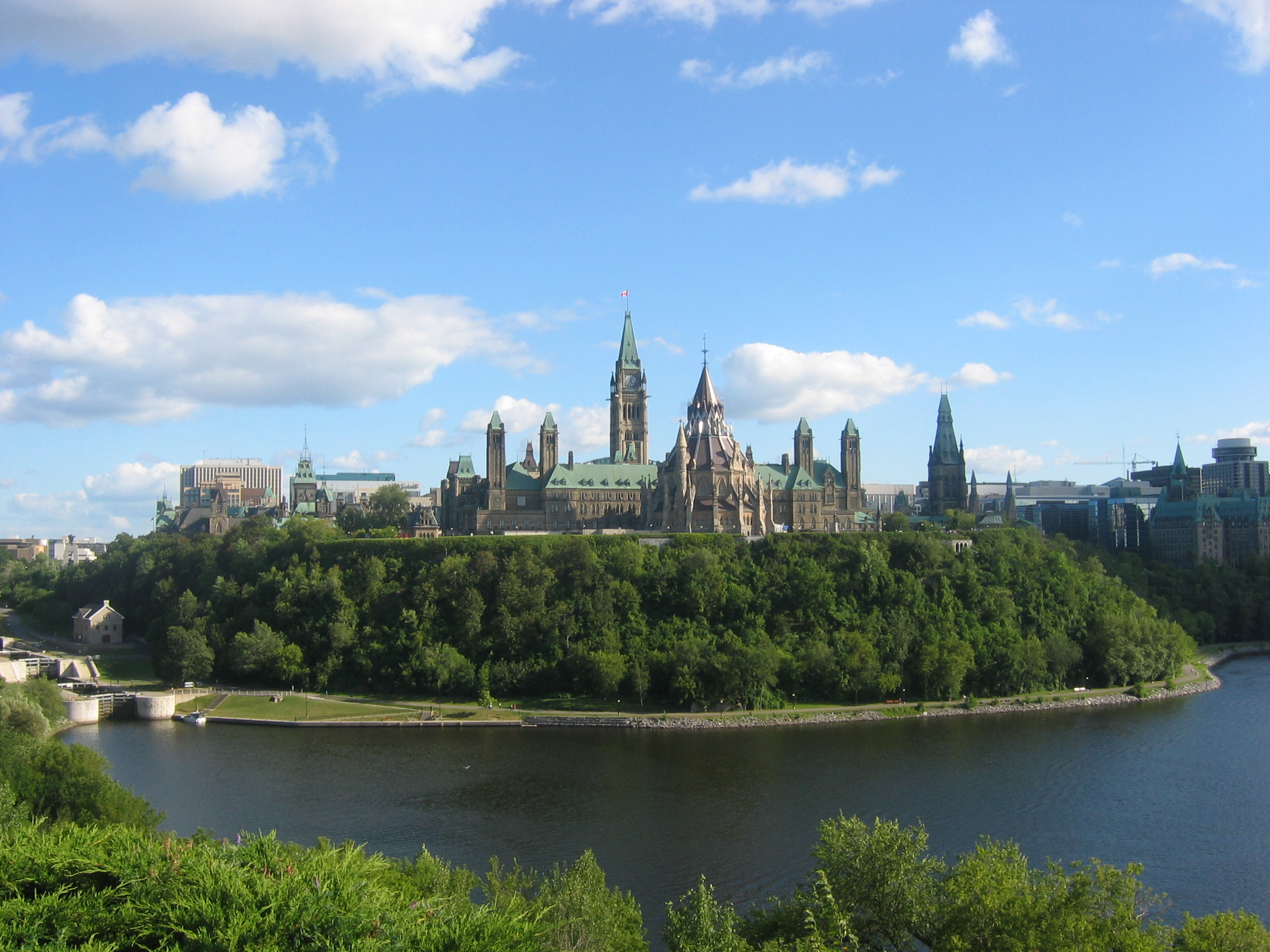
La Collina del Parlamento vista da Gatineau

La Collina del Parlamento (The Hill in inglese; in francese Colline du Parlement) è il sito dove sono collocati fisicamente gli edifici del Parlamento del Canada. La collina è una prominenza panoramica sul versante meridionale delle rive del fiume Ottawa nel centro della città di Ottawa, in Ontario.
Fra gli edifici presenti sulla collina il più noto è il Centre Block con la sua Peace Tower, un simbolo nazionale. La Collina del Parlamento attrae circa 3 milioni di visitatori ogni anno.

## Storia

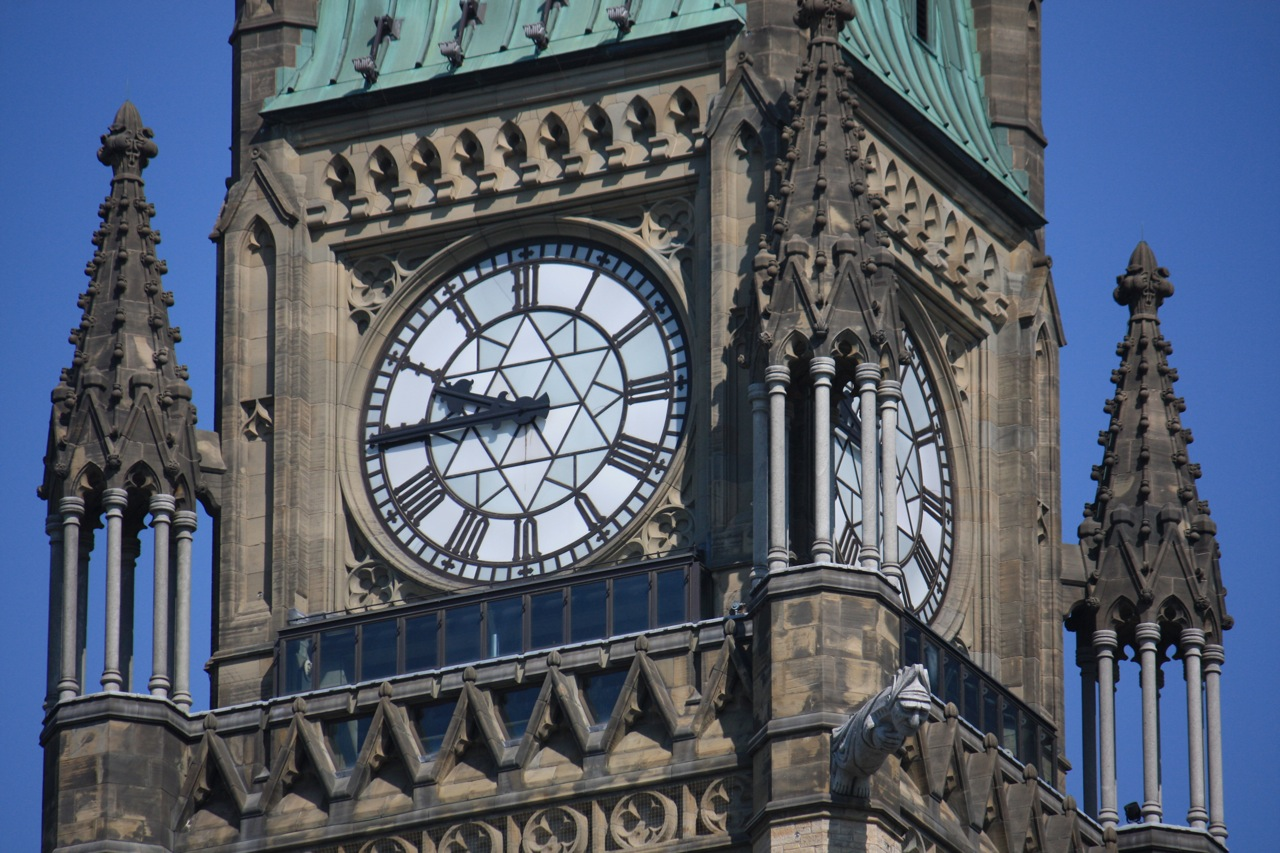
La Torre della Pace, Central Block

La Collina del Parlamento è uno sperone calcareo con una leggera pendenza superiore. Per migliaia di anni è servita come punto di riferimento sul fiume Ottawa per le popolazioni First Nations, e più tardi per i commercianti europei, avventurieri e industriali nel loro cammino verso l'interno del continente. All'epoca della fondazione di Ottawa, che allora si chiamava Bytown, i costruttori del Canale Rideau utilizzarono la collina come sito per una base militare che venne chiamata Barrack Hill. Era prevista la costruzione di una grande fortezza, ma il progetto non venne mai realizzato e dal 1858 la collina perse la sua importanza strategica.
In quello stesso anno la Regina Vittoria scelse Bytown come sede della capitale della Provincia del Canada, e Barrack Hill venne scelta come luogo dove edificare i nuovi edifici del parlamento, essendo il luogo già di proprietà della Corona. In meno di due anni, il 20 dicembre 1859 vennero fatti i primi sbancamenti sulla collina ed entro l'estate dell'anno successivo il Principe Edoardo, Principe di Galles, pose la prima pietra del nuovo parlamento. Divenne il più grande progetto intrapreso nell'America del Nord. Il complesso non era ancora completato quando le prime province si unirono nella Confederazione del Canada.
Le strutture della Collina del Parlamento vennero completate nel 1876 con la recinzione in ferro battuto della Queen's Gates.
Il Centre Block venne distrutto da un incendio il 3 febbraio 1916. Undici anni più tardi la nuova torre venne completata, e le venne assegnato il nome di Peace Tower in onore di quei canadesi che persero la vita durante la prima guerra mondiale.

## Gli edifici del Parlamento

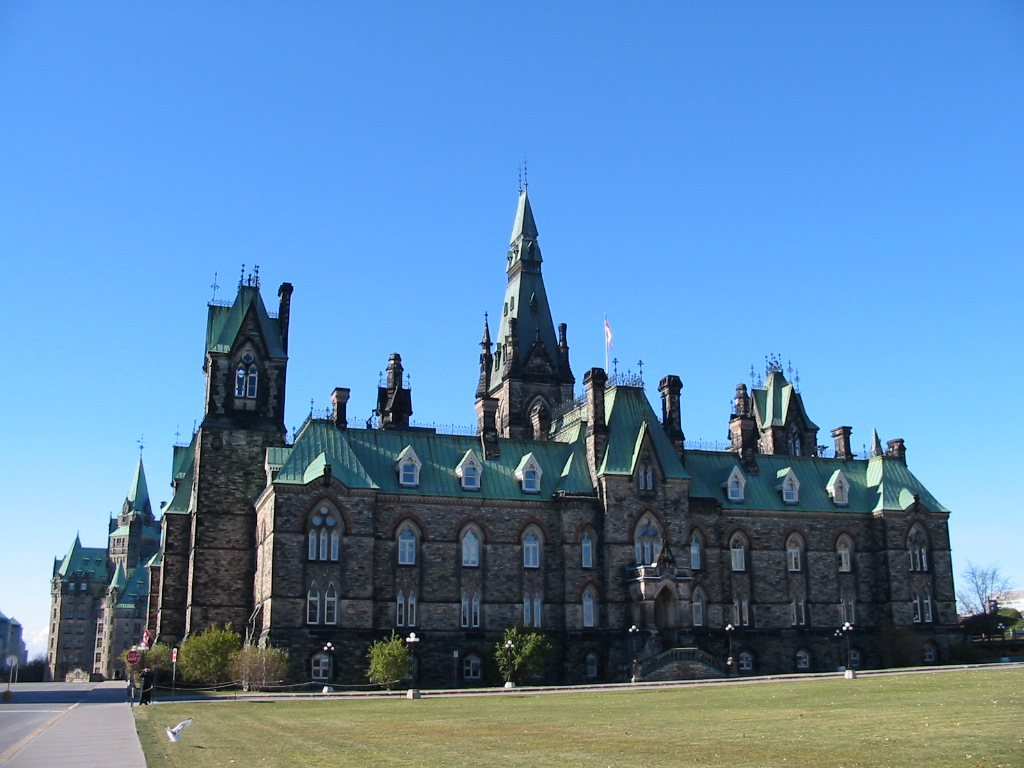
Il West Block

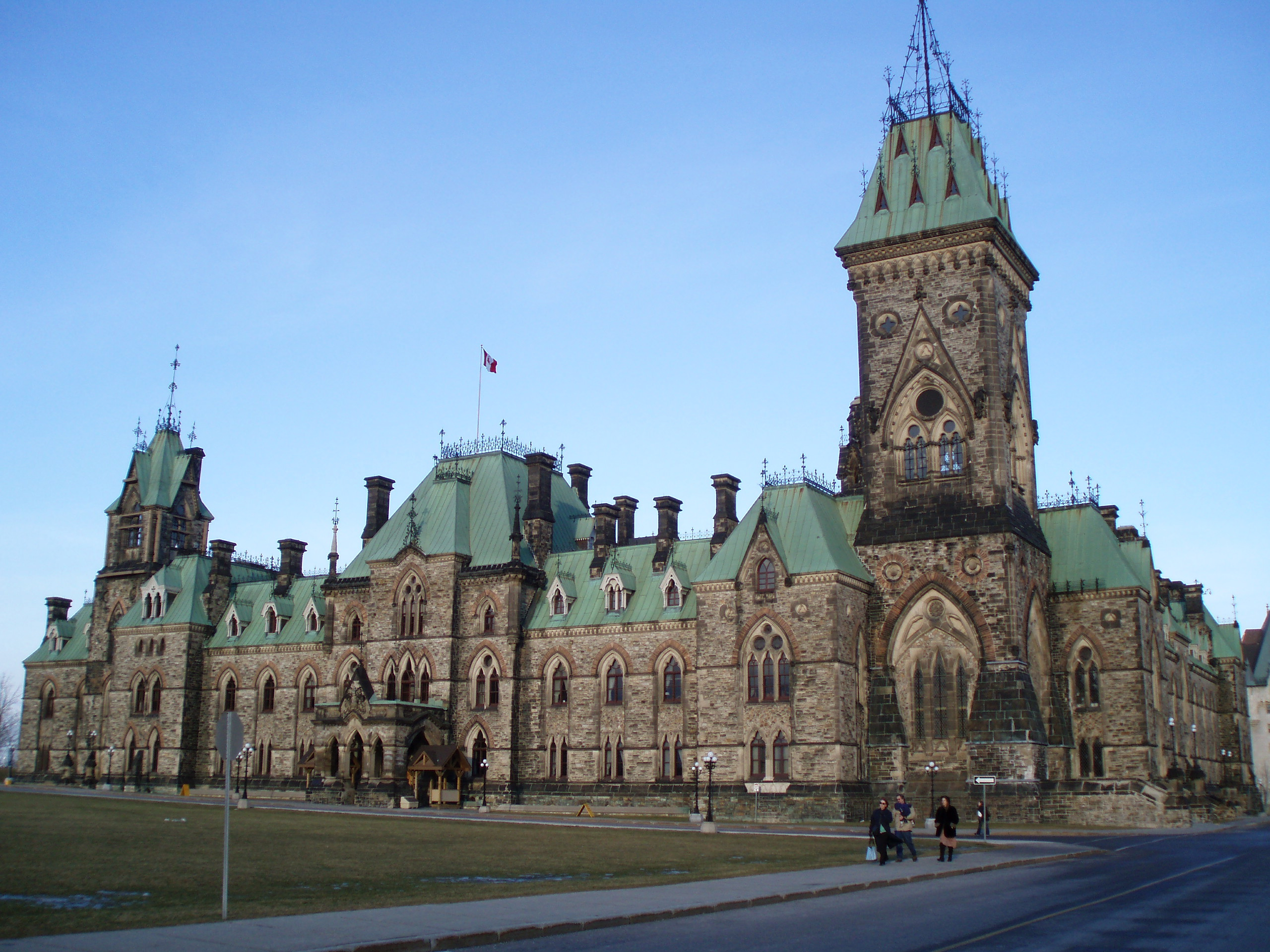
LEast Block

L'intero distretto parlamentare misura 112.360 m², delimitato a nord dal fiume Ottawa, a est dal Canale Rideau, a sud da Wellington Street e ad ovest da una strada di servizio vicino alla Corte Suprema.
Gli edifici principali sono: il CENTRE Block, costruito tra il 1865 e il 1927 che contiene la Camera dei Comuni e il Senato, con la Peace Tower; l'EAST Block costruito tra il 1867 e il 1910, contenente gli uffici dei senatori; e il WEST Block costruito nel 1865, contenente gli uffici dei ministri e sale riunioni. I tre blocchi sono disposti attorno ad un ampio quadrilatero erboso, mentre il Centre Block è circondato da prati e da una passeggiata con vista panoramica sul fiume Ottawa. La Biblioteca del Parlamento fu inaugurata nel 1876. La Legislatura della Provincia del Canada si è riunita per la prima volta nel nuovo edificio l'8 giugno 1866, e il nuovo Parlamento del Dominion del Canada ha iniziato la sua prima sessione il 6 novembre 1867.
La struttura è un misto di gotico vittoriano, giardini all’inglese, e altri stili della fine del XIX secolo. Il Palazzo di Westminster era stato recentemente ricostruito nello stesso stile, e la scelta del gotico piuttosto dello stile neoclassico americano fu un simbolo canadese di continuità con la Gran Bretagna.